# Bitwa na Palmito Ranch
Bitwa na Palmito Ranch, znana również jako bitwa o Palmito Hill, miała miejsce 12-13 maja 1865 roku na terenie obecnego hrabstwa Cameron w Teksasie. Chociaż jej znaczenie militarne było znikome, przeszła do historii jako ostatnie lądowe starcie zbrojne wojny secesyjnej.
Oddziały Unii dowodzone przez pułkownika Theodore'a H. Barretta, który naruszył postanowienie o zawieszeniu broni i zaatakował stacjonujące na ranczo Palmito siły Skonfederowanych Stanów Ameryki, zostały pokonane przez przybyły w czasie potyczki znaczny oddział kawalerii pod dowództwem pułkownika Johna S. "Ripa" Forda. 
W ogniu konfederackiej artylerii oddziały Unii straciły 118 żołnierzy, straty po stronie konfederatów są nieznane.
Pomimo tego zwycięstwa, kapitulacja Konfederacji w wojnie secesyjnej została przesądzona wcześniej.